# شركة نعوش دوبيوك
شركة نعوش دوبيوك Dubuque Casket Company هي مبنى تاريخي يقع في مدينة دوبيوك في ولاية آيوا الأمريكية.
وكانت مدينة دوبيوك سوقًا وطنيًا رائدًا في إنتاج النعوش في نهاية القرن التاسع عشر. وكانت مركزا لتصنيع النعوش من عام 1877 إلى عام 1987. وكانت شركة باسم "شركة أثاث ونعوش دوبيوك" أول شركة من نوعها في المدينة. لكن تدمر المبنى إلى حد كبير في حريق في عام 1883 واضطرت الشركة إلى التوقف عن العمل.
وتأسست "شركة نعوش دوبيوك" في عام 1893 واستحوذت على هذا المبنى. وبدأوا بناء الجزء الأول من هذا المبنى في نفس العام. كان المبنى الكلاسيكي الجديد المكون من أربعة طوابق أحد أكبر مرافق التصنيع في دوبوك.  وتقع غرفة الآلات والمعدات في الطابق الأول، وقد قاموا بتصنيع النعوش المغطاة بالقماش الناعم في الطابق الثاني، وقاموا بتصنيع الآلات لمتعهد دفن الموتى في الطابق الثالث، وتم استخدام الطابق الرابع للتخزين.
بدأت الإضافة الأولى، المعروفة الآن باسم القسم الأوسط، في عام 1903، وبدأت عملية توسعة أخرى توحد أيضًا الواجهة الرئيسية في عام 1911. وكان هناك مصنعان آخران لتصنيع النعوش، وهما شركة نعوش آيوا وشركة نعوش هوكاي، لكنهما قد توقفا عن العمل بحلول عام 1924.